# Телецентр (разновидность телевизионной станции)

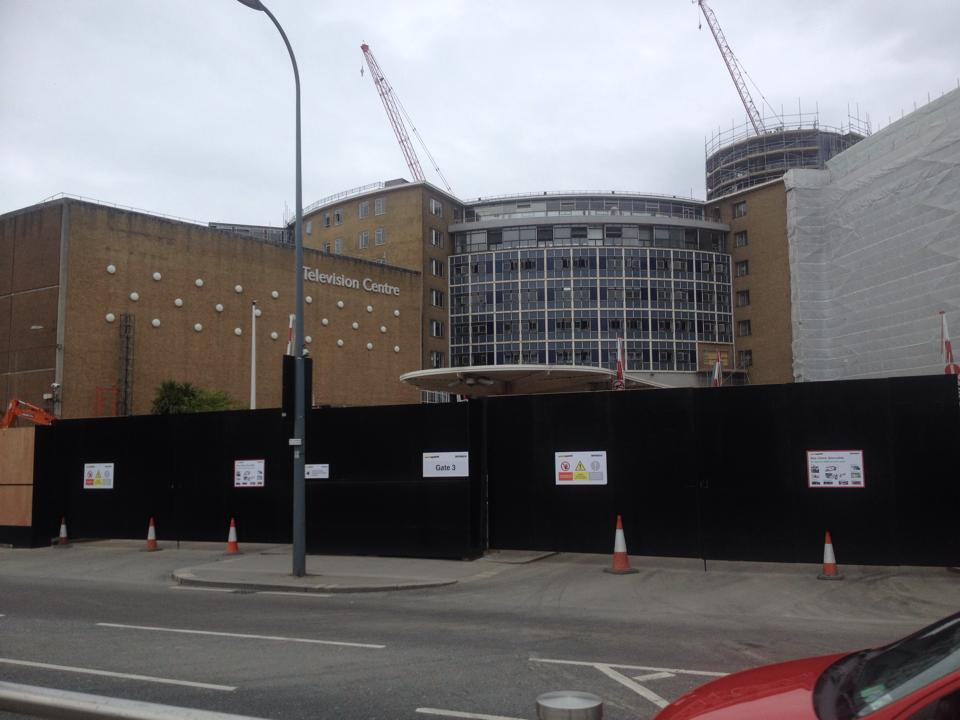
Аппаратно-студийный комплекс бывшего Телевизионного центра BBC

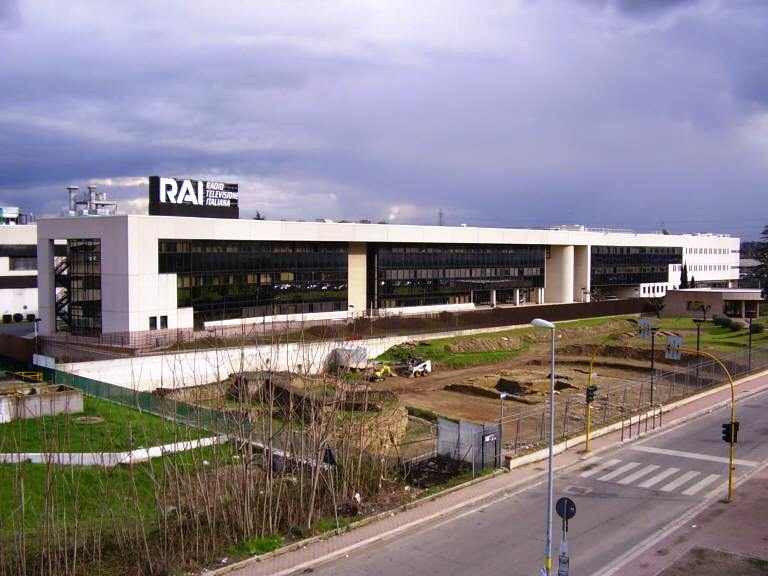
Римский телецентр

Телеце́нтр (нем. Fernsehzentrum, англ. Television Centre, ит. Centro Televisivo, шв. Televisionshuset, фин. Televisiotalo, норв. Fjernsynshuset) — телевизионная станция, предназначенная для создания программ телевизионного вещания.
Комплекс устройств и сооружений, объединяющих в себе радиодом и телецентр, называется радиотелецентром, при этом во многих языках подобного рода сооружения называются радиодомами, напр. Берлинский радиодом является радиотелецентром — в нём осуществляется подготовка и выпуск как телевизионных, так и радиовещательных передач, аналогично местные радиодома ARD являются радиотелецентрами, кроме Франкфуртского радиодома (в котором расположена центральная аппаратная первой общегосударственной телепрограммы), который считается Передающим центром (Sendezntrum), как и телецентр ZDF в Майнце. Также фактически радиотелецентром является московский телецентр «Останкино», в одном из аппаратно-студийных комплексов есть аппаратно-программные блоки как телевизионного, так и радиовещания. 

## Устройство
- Аппаратно-студийные комплексы — как правило, по одному на один телецентр, крупные телецентры могут иметь несколько аппаратно-студийных комплексов
  - Студийный блок
    - Аппаратно-студийные блоки — в них осуществляется съёмка телепрограмм
      - Телевизионная студия
      - Режиссёрская аппаратная
      - Техническая аппаратная

    - Блоки видеозаписи, включают в себя оборудование для записи и воспроизведения сигналов телевизионных программ
      - Аппаратные видеозаписи

    - Аппаратно-студийные блоки телекино — в них осуществляется съёмка телефильмов, существуют, как правило, в крупных телецентрах
    - Аппаратно-программные блоки — в них осуществляется выдача записанных программ в эфир и вещание программ в прямом эфире, преимущественно информационных и некоторых общественно-политических программ и дикторских вставок; включают в себя оборудование для воспроизведения сигналов телевизионных программ
      - Малая студия
      - Монтажная аппаратная

    - Аппаратные телекино — в них осуществляется выдача в эфир телефильмов, включают в себя оборудование для передачи по телевидению кинофильмов
    - Центральная аппаратная — включает в себя аппаратуры для включения в текущую передачу программ, поступающих от других телецентров по междугородным линиям связи, и для передачи своих программ на другие телецентры

  - Редакционный блок — в нём размещаются помещения для редакторов и административно-управленческого аппарата
- Комплекс передвижных средств
  - Передвижные телевизионные станции
  - Передвижные станции видеозаписи
  - Репортажные телевизионные установки
  - Репортажные станции видеозаписи[3][1][4].

## Телецентры в СССР и России
Телецентры в СССР являлись по сути художественно-промышленными предприятиями, осуществлявшими техническую часть подготовки программ телевизионного вещания. Существовали Телевизионный технический центр имени 50-летия Октября, республиканские телецентры и местные радиотелецентры.
Первые два телецентра (московский и ленинградский) в России возникли в 1938 году. До 1950 года московский телецентр находился в подчинении Комитета радиоинформации Совета министров СССР, ленинградский — в подчинении Комитета радиоинформации Ленинградских гороблисполкомов. В 1950 году оба телецентра были переданы Министерству связи СССР, а творческая часть каждого из них была реорганизована в соответственно центральную и ленинградскую студии телевидения. В 1960 году Московский телецентр (с 1967 года — Телевизионный технический центр имени 50-летия Октября) был передан Государственному комитету по радиовещанию и телевидению Совета министров СССР, а его передающая часть осталась в составе Министерства связи СССР как радиотелевизионная передающая станция. Аналогично в 1969 году все местные телецентры были переданы комитетам по телевидению и радиовещанию АССР, краёв и областей. Передающая часть, как  радиотелевизионная передающая станция, осталась в составе республиканского (АССР), краевого или областного управления связи (с 1975 года — республиканского (АССР), краевого или областного производственно-технического управления связи). В 1992 году Телевизионный технический центр имени 50-летия Октября был передан Российской государственной телерадиокомпании «Останкино» (РГТРК «Останкино»), но 7 сентября 1993 года Государственный дом радиовещания и звукозаписи был выведен из ведения РГТРК «Останкино» и перешёл в непосредственное подчинение Федеральной службе телевидения и радиовещания, местные радиотелецентры были упразднены, а техническую часть подготовки программ стали осуществлять непосредственно государственные телерадиокомпании республик, краёв и областей.

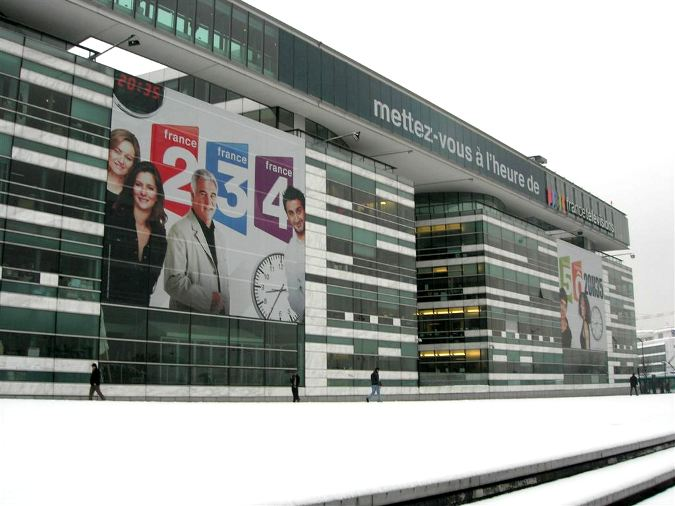
Аппаратно-студийный комплекс телецентра France Télévisions